# Ratières
Ratières é uma comuna francesa na região administrativa de Auvérnia-Ródano-Alpes, no departamento de Drôme. Estende-se por uma área de 9.01 km². Em 2010 a comuna tinha 280 habitantes (densidade: 31,1 hab./km²).